# Cerys Matthews
Cerys Elizabeth Matthews, MBE (Cardiff, 4 de Abril de 1969), mais conhecida como Cerys Matthews, é uma cantora galesa. Foi a vocalista da banda Catatonia que a deu notoriedade.

## Biografia
Matthews nasceu em Cardiff e foi criado em Swansea e Pembrokeshire. Ela citou heróis de sua infância como sendo Pippi Longstocking e escritores WB Yeats e Dylan Thomas. Ela aprendeu a tocar violão aos nove anos de idade. Depois de uma temporada na Espanha como uma babá, onde aprendeu a falar espanhol e catalão, Matthews trabalhou para o Condado de Pembrokeshire. Mais tarde, ela se mudou de volta para Cardiff e se envolveu com a cena de música local, atendendo Mark Roberts. Ela atualmente reside em Londres com seus filhos Glenys Pérola y Felin (nascido em 10 de Agosto de 2003), Johnny Tupelo Jones (nascido em Agosto de 2005) e Red (nascido em 23 de novembro de 2009). Seu filho Red nasceu prematuro de oito semanas.

## catatonia
Catatonia foi formada em 1992, supostamente depois de Roberts ouvir Cerys Matthews em uma rua no centro da cidade de Cardiff. Isto mais tarde acabou por ser uma história inventada pela banda, como Matthews tinha conhecido Roberts há algum tempo. Posteriormente, ela cantou os vocais, e co-escreveu a música e as letras para, hits da banda. Canções que ela co-escreveu incluídos "You've Got a Lot to Answer For", "Mulder e Scully", "Dead From the Waist Down", and "Road Rage". Matthews também tocou guitarra no material anterior antes de segundo guitarrista Owen Powell se juntar à banda. Ela também realizou um único espaço com a banda chamada "The Ballad de Tom Jones", que conta a história de dois amantes que querem matar um ao outro. Matthews mais tarde colaborou com Jones para gravar uma versão de Frank Loesser de "Baby, It's Cold Outside" no album Reload Jones. Matthews foi eleita a "mais sexy Feminina em Rock" em uma votação de 1999 dos leitores do Criador agora extinta revista Melody.

## Fim do catatonia
Após a ascensão de Catatonia à fama com seu segundo álbum Velvet Internacional, eo sucesso posterior com Igualmente Cursed And Blessed, a banda retornou em 2001 com seu quarto álbum de estúdio Paper Scissors Stone. Durante a aparições promocionais para este álbum tornou-se claro que Matthews não estava feliz. Em 21 de setembro de 2001, a banda se separou oficialmente.

## Never Said Goodbye
Em julho e agosto de 2006 Matthews realizou uma pequena turnê no Reino Unido para promover seu novo álbum solo, Never Said Goodbye O novo álbum foi precedido pelo single "Open Roads" (lançado em 07 de agosto de 2006). Os membros da banda incluiu Kevin Teel na guitarra, Ben Elkins tocando teclados, Mason Neely na bateria, e Jeff Irwin tocando baixo. Ela tocou no festival de Cardiff Big Weekend em 6 de agosto de 2006.
Durante setembro e outubro de 2006, Matthews embarcou em uma turnê extensa na Irlanda, durante o qual ela interpretou músicas de seus dois primeiros álbuns solo, e três hits do catatonia. Ela também embarcou em uma turnê acústica curta pelo País de Galês em novembro de 2006 antes de voltar para Nashville para o Natal.

## Don't Look Down
Matthews lançou seu primeiro CD em dois anos em 5 de outubro de 2009. O álbum, intitulado Don't Look Down, foi lançado em duas versões, uma em Inglês e outra em galês. Foi gravado em Providence, Rhode Island, Nashville, Seattle e Londres, e coincidiu com uma semana de duas desgastantes turnê pelo Reino Unido em outubro.

## TIR
Em 21 de Junho Matthews lançou 'TIR', uma coleção de canções tradicionais de Galês, e de fotografias de seu arquivo da família de 1880 a 1940 das pessoas no trabalho e jogo. Lan, Cwm Rhondda, Migldi-Magldi (cantada em dueto com Bryn Terfel), Myfanwy e Sospan Fach. Este é o terceiro lançamento de seu próprio selo Rainbow City.

## Explorer
"Explorer" é o título do quarto álbum solo, lançado em 02 de maio de 2011, através do Terremoto loja online. Em ambos ela selecionou e escreveu as canções, ela mergulhou na enorme influência tanto da música que ela tem ouvido em todo o globo, e os lugares que ela foi. Gravado ao longo de sete dias, o álbum, desde o início não tinha som pré-determinado ou formato calculado. Sobre o álbum, ela incorpora um pouco de espanhol, escocês, sensibilidades irlandeses, galeses e norte-americanos, estilos e gêneros. No dia 28 de abril de 2011, um vídeo foi lançado pela Página oficial de Matthews no YouTube O primeiro single do Explorer, Magnolia doce.

## Discografia Solo

### Albums
- Cockahoop (UK #30, 5 weeks on Chart) (Blanco y Negro -  2003)
- Never Said Goodbye (Rough Trade - 2006)
- Awyren = Aeroplane (mini-album) (My Kung Fu 030 - 2007)
- Don't Look Down/Paid Edrych i Lawr (Rainbow City Recordings - 2009)
- "Tir" (Rainbow City Recordings - 2010)
- "Explorer" (Rainbow City Recordings - 2011)

## Discografia Catatonia

### Albums Estudio
| Year                                     | Details                                                                               | Peak chart position | Peak chart position | Peak chart position | Peak chart position | Peak chart position | Certifications (sales thresholds) |
| Year                                     | Details                                                                               | UK                  | AUS                 | GER                 | IRL                 | NZL                 | Certifications (sales thresholds) |
| ---------------------------------------- | ------------------------------------------------------------------------------------- | ------------------- | ------------------- | ------------------- | ------------------- | ------------------- | --------------------------------- |
| 1996                                     | Way Beyond Blue - Released: 30 September 1996 - Label: Blanco y Negro                 | 32                  | —                   | —                   | —                   | —                   |                                   |
| 1998                                     | International Velvet - Released: Feb 1998 - Label: Blanco y Negro/WEA                 | 1                   | 27                  | —                   | 39                  | 32                  | - UK: 3x Platinum                 |
| 1999                                     | Equally Cursed and Blessed - Released: 28 March 2000 - Label: Blanco y Negro/Atlantic | 1                   | 48                  | —                   | —                   | 28                  | - UK: Platinum                    |
| 2001                                     | Paper Scissors Stone - Released: 6 August 2001 - Label: Blanco y Negro                | 6                   | —                   | 55                  | 37                  | —                   | - UK: Silver                      |
| "—" denotes releases that did not chart. |                                                                                       |                     |                     |                     |                     |                     |                                   |

### Compilation albums
| Year                                     | Details                                                                            | Peak chart position | Peak chart position | Peak chart position | Peak chart position | Peak chart position | Certifications (sales thresholds) |
| Year                                     | Details                                                                            | UK                  | AUS                 | GER                 | IRL                 | NZL                 | Certifications (sales thresholds) |
| ---------------------------------------- | ---------------------------------------------------------------------------------- | ------------------- | ------------------- | ------------------- | ------------------- | ------------------- | --------------------------------- |
| 1995                                     | The Sublime Magic of Catatonia - Released: 1995 - Label: Nursery                   | —                   | —                   | —                   | —                   | —                   |                                   |
| 1998                                     | The Crai-EPs 1993/1994 - Released: 19 October 1999 - Label: Crai/M.I.L. Multimedia | —                   | —                   | —                   | —                   | —                   |                                   |
| 2002                                     | Greatest Hits - Released: 15 October 2002 - Label: WEA                             | 24                  | —                   | —                   | 43                  | —                   |                                   |
| 2006                                     | Platinum Collection - Released: 21 March 2006 - Label: WEA                         | —                   | —                   | —                   | —                   | —                   |                                   |
| "—" denotes releases that did not chart. |                                                                                    |                     |                     |                     |                     |                     |                                   |

### Singles and EPs
| Year                                     | Year | Title                             | Peak chart positions | Peak chart positions | Peak chart positions | Peak chart positions | Album                          |
| Year                                     | Year | Title                             | UK                   | AUS                  | IRL                  | NZL                  | Album                          |
| ---------------------------------------- | ---- | --------------------------------- | -------------------- | -------------------- | -------------------- | -------------------- | ------------------------------ |
| 1993                                     | May  | "For Tinkerbell" (EP)             | —                    | —                    | —                    | —                    | Non-album EP                   |
| 1994                                     | Jun  | "Hooked" (EP)                     | —                    | —                    | —                    | —                    | The Sublime Magic of Catatonia |
| 1994                                     | Sep  | "Whale" (vinyl-only)              | —                    | —                    | —                    | —                    | The Sublime Magic of Catatonia |
| 1995                                     | Jan  | "Bleed"                           | 158                  | —                    | —                    | —                    | The Sublime Magic of Catatonia |
| 1995                                     | Dec  | "Christmas '95" (fan club vinyl)¹ | —                    | —                    | —                    | —                    | Non-album single               |
| 1996                                     | Apr  | "Sweet Catatonia"                 | 61                   | —                    | —                    | —                    | Way Beyond Blue                |
| 1996                                     | Jul  | "Lost Cat"                        | 41                   | —                    | —                    | —                    | Way Beyond Blue                |
| 1996                                     | Oct  | "Bleed" (re-issue)                | 46                   | —                    | —                    | —                    | Way Beyond Blue                |
| 1997                                     | Feb  | "You've Got A Lot To Answer For"  | 35                   | —                    | —                    | —                    | Way Beyond Blue                |
| 1997                                     | Oct  | "I Am the Mob"                    | 40                   | —                    | —                    | —                    | International Velvet           |
| 1998                                     | Jan  | "Mulder and Scully"               | 3                    | —                    | 17                   | —                    | International Velvet           |
| 1998                                     | May  | "Road Rage"                       | 5                    | 40                   | 29                   | —                    | International Velvet           |
| 1998                                     | Jul  | "Strange Glue"                    | 11                   | —                    | —                    | —                    | International Velvet           |
| 1998                                     | Oct  | "Game On"                         | 33                   | —                    | —                    | —                    | International Velvet           |
| 1999                                     | Apr  | "Dead From the Waist Down"        | 7                    | —                    | —                    | 44                   | Equally Cursed and Blessed     |
| 1999                                     | Jul  | "Londinium"                       | 20                   | —                    | —                    | —                    | Equally Cursed and Blessed     |
| 1999                                     | Oct  | "Karaoke Queen"                   | 36                   | —                    | —                    | —                    | Equally Cursed and Blessed     |
| 2000                                     | Mar  | "Storm the Palace" (EP)           | —                    | —                    | —                    | —                    | Equally Cursed and Blessed     |
| 2001                                     | Sep  | "Stone by Stone"                  | 19                   | —                    | —                    | —                    | Paper Scissors Stone           |
| "—" denotes releases that did not chart. |      |                                   |                      |                      |                      |                      |                                |